# Mitteldeutscher Rundfunk

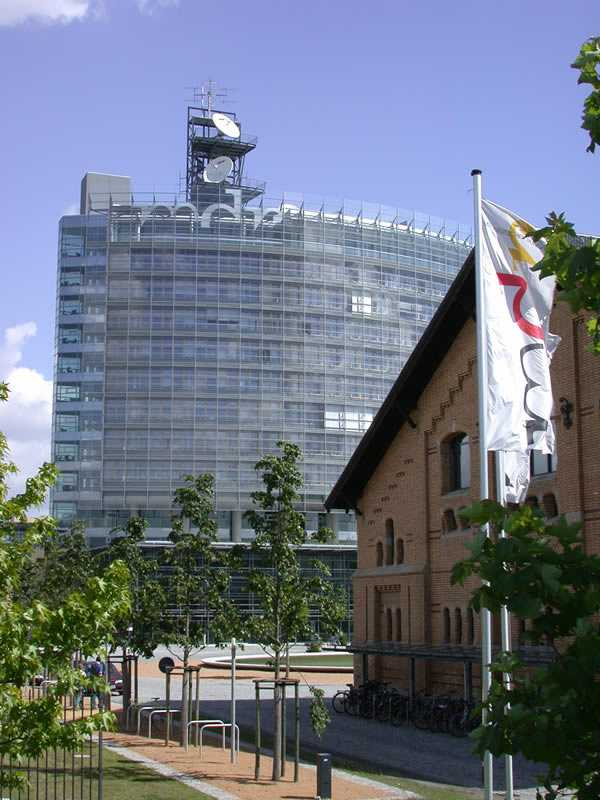
Mitteldeutscher Rundfunk i Leipzig.

Mitteldeutscher Rundfunk (MDR) är ett radio- och TV-bolag med huvudkontor i Leipzig. MDR är medlem i ARD och sänder regionalt i delstaterna Sachsen, Sachsen-Anhalt och Thüringen. Bolaget har en regional tv-kanal (även via Astrasatelliten) och ett antal radiokanaler, däribland en på sorbiska. Till MDR hör också en symfoniorkester, en kör och Europas enda tv-balettkompani. För ARD producerar man bland annat den västtyska kriminalserien Tatort och dess östtyska dito Polizeiruf 110.
- Wikimedia Commons har media som rör Mitteldeutscher Rundfunk.